# Stick to Your Guns
Stick to Your Guns es una banda de hardcore punk estadounidense originaria de Orange County, California formada en 2003. Los miembros de la banda incluyen a Jesse Barnett (voz), Andrew Rose (bajo), George Schmitz (batería), Chris Rawson y Josh James (guitarras). Actualmente están en el sello de música punk, Pure Noise Records.

## Historia

### Primeros años,For What It's WorthyComes From the Heart(2003-2008)
El líder Jesse Barnett formó la banda al reclutar a Casey Lagos en la batería. Después de componer algunas canciones juntos, los dos reclutaron a Justin Rutherford y a Curtis Pleshe en las guitarras y a Noah Calvin en el bajo. Su estilo causó una gran impresión a nivel local, lo que llevó al lanzamiento de su primer EP, Compassion Without Compromise, en 2004. La banda viajó a Oakland, California, para lanzar su primer álbum de estudio For What It's Worth, que fue lanzado en This City Is Burning Records. El álbum incluía una de sus canciones más conocidas en aquel momento, «This Is More», y su lanzamiento los hizo tomar mayor protagonismo, mientras que los miembros aún estaban en la escuela secundaria. Después de graduarse, se fueron de gira por los Estados Unidos.
En 2007, Century Media Records firmó a la banda y relanzó su álbum debut con dos canciones extra. Después de varios cambios en la alineación, la banda comenzó a grabar su segundo álbum de larga duración con solo dos miembros, Jesse Barnett y Casey Lagos. Marcando un cambio significativo en el estilo vocal de Barnett, Comes from the Heart se lanzó en 2008 a través de Century Media. En ese año, la banda formó parte del Warped Tour, Hell on Earth y muchas otras giras. Mientras apoyaban la gira de Every Time I Die en noviembre de 2008, Casey Lagos decidió abandonar la banda para seguir su propia carrera musical.

### Firma con Sumerian Records yThe Hope Division(2008-2011)
Ash Avildsen de Sumerian Records firmó con la banda después de verlos en Anaheim House of Blues. En 2010, la banda comenzó a trabajar en su tercer álbum de larga duración con una formación estable compuesta por Jesse Barnett en la voz, George Schmitz en la batería, Chris Rawson y Reid Haymond en la guitarra y Andrew Rose en el bajo. The Hope Division fue lanzado el 1 de junio de ese mismo año con un reconocimiento crítico y lo que los llevó al éxito mainstream.
En noviembre de 2011, Stick to Your Guns publicó una foto en su Facebook de un fan de 20 años de Arizona, Samuel Perkins, luego de que varios de sus amigos se hicieran tatuajes del corazón, que aparece en la portada de The Hope Division como un homenaje a su amigo. Junto con el tatuaje están las palabras "Al menos murió un león". Esto se debió a su larga y dolorosa batalla con un tumor cerebral contra el que luchó; Sus amigos lo llamaron la mejor persona que jamás hayan conocido. Stick to Your Guns vio la unidad en sus acciones y decidió rendirle tributo actuando como el director de cartel en el espectáculo conmemorativo de Samuel.

### DiamondyDisobedient(2011-2016)

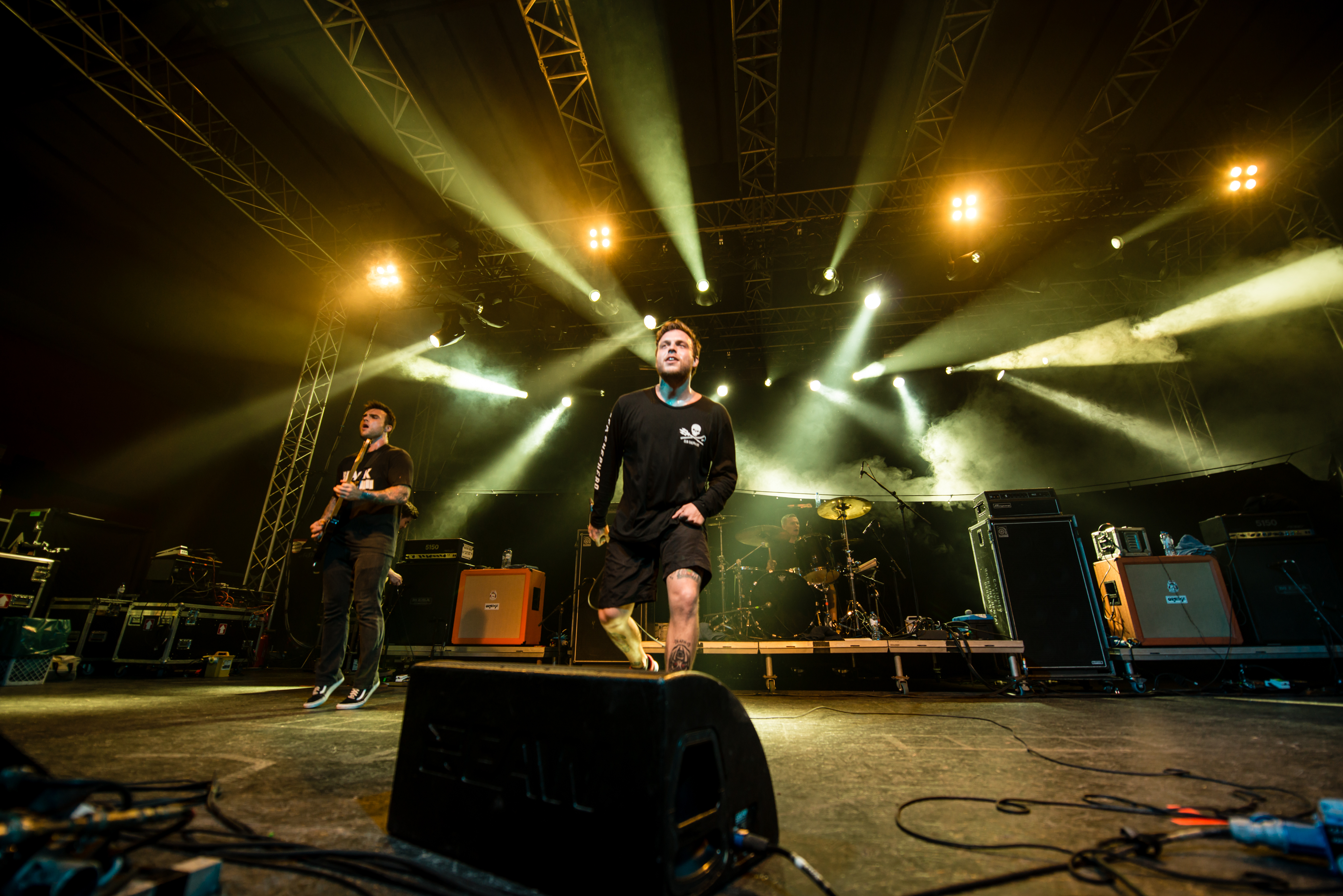
Stick to Your Guns en vivo, durante su participación en el Impericon de 2015

En 2011, un sencillo titulado «Bringing You Down (A New World Overthrow)» que tiene como invitado a Karl Schwartz de First Blood, fue lanzado en apoyo al movimiento Occupy Wall Street. Esta canción fue la primera versión de un sencillo de su cuarto álbum, Diamond, que se lanzó en 2012 con Josh James (de Evergreen Terrace) reemplazando a Reid Haymond en la guitarra. El álbum debutó en las listas del Billboard, convirtiéndose en el número 1 en la lista Heatseekers, en el número 11 de los álbumes de Hard Rock, en el número 30 de los álbumes de Rock y en el Billboard 200. Más tarde ese año, Josh James confirmó que dejó Evergreen Terrace para convertirse en un miembro permanente de la banda.
La banda lanzó varios sencillos para promocionar el álbum. Uno de los sencillos, «We Still Believe», fue un éxito en la radio. El álbum le dio a la banda un lugar en el Warped Tour de 2013. Mientras estaban en el Warped Tour, se anunció que "Diamond" ganó un Premio de Música Independiente al mejor álbum de Hardcore/Metal del año.
En 2013, Pure Noise Records lanzó un EP Split que contenía dos canciones de la banda y dos de The Story So Far. El EP tenía su sencillo «We Still Believe» y un cover de «Burning Fight» de Inside Out. En 2014, lanzaron Diamond: Decade Edition, una reedición en vinilo de Diamond con tres canciones extra. La banda también apareció en Florence + The Sphinx: Sumerian Ceremonials, un álbum tributo a Florence and the Machine, la cual participaron con la versión de «Dog Days Are Over».
El 5 de febrero de 2014, la banda entró al estudio con el productor John Feldmann para grabar su quinto álbum de larga duración. A lo largo de la grabación, la banda lanzó actualizaciones del estudio, confirmando a varios invitados que grabaron las voces del disco, entre ellos: Scott Vogel de Terror, Toby Morse de H2O, Walter Delgado de Rotting Out, los miembros de Motionless in White y el productor John Feldmann. La grabación finalizó el 12 de marzo de 2014.
El 16 de septiembre de 2014, la banda lanzó un video de prueba para su nuevo álbum en su página de Facebook, anunciando que el título del álbum es Disobedient, así como la fecha de lanzamiento del álbum: 10 de febrero de 2015. La banda luego estrenó una nueva canción del álbum el 21 de octubre, titulada «Nobody» a través de Alternative Press.

### Better Ash Than DustyTrue View(2016-presente)
En julio de 2016 se anunció que Stick to Your Guns había dejado Sumerian Records y habían firmado con Pure Noise Records. La banda lanzó su primera canción después del cambio de discográfica llamada «Universal Language» el 16 de julio de 2016. Se anunció que más tarde Stick to Your Guns lanzaría un EP ese mismo año. En agosto se publicó más información sobre el EP. El nombre es Better Ash Than Dust y se publicó el 23 de septiembre de 2016 a través de Pure Noise Records y en End Hits Records para la versión europea.
Entre el 8 de septiembre y el 2 de octubre de 2016, la banda realizó una gira por América del Norte junto con otras bandas de hardcore punk como Expire, Stray from the Path y Knocked Loose. Stick to Your Guns se convirtió en la primera banda estadounidense en tocar un concierto en Kenia, un país del este de África. Poco después de su actuación en Kenia, la banda se fue de gira por Europa con la banda australiana de metalcore Parkway Drive. En junio de 2017, la banda comenzó a trabajar en su sexto álbum de estudio con el productor Derek Hoffman. El álbum, True View, fue lanzado el 13 de octubre de 2017.
En noviembre y diciembre de 2017, Stick to Your Guns realizó otra gira europea que contó con el apoyo de Being as an Ocean y Silent Planet. A principios de 2018, Stick to Your Guns realizó una gira por Norteamérica con la banda británica Architects y la banda canadiense Counterparts. Stick to Your Guns encabezó una gira norteamericana en el otoño de 2018 con Emmure. Posteriormente Wage War y Sanction se unieron a la alineación como apoyo.
Stick to Your Guns encabezó el Pure Noise Tour en el verano de 2019 en América del Norte. Counterparts, Terror, Year of the Knife y Sanction se unieron como apoyo para la gira también. Stick to Your Guns también apoyó a Knocked Loose en su Different Shade of Blue Tour. Rotting Out, Candy y SeeYouSpaceCowboy también se unieron como apoyo.

## Estilo musical e influencias
Stick to Your Guns ha sido descrito como hardcore punk, hardcore melódico[cita requerida] y metalcore. Las influencias mutuas de sus miembros incluyen a Propagandhi, Boysetsfire, Metallica, Trial y Hatebreed.
Las letras de la banda tratan temas que van desde la autorreflexión hasta declaraciones políticas y sociales. Stick to Your Guns se identifica con la subcultura straight edge y George Schmitz una vez describió al grupo como "una banda straight edge secreta" porque se han centrado en varios otros temas a lo largo de su carrera en lugar de solo en este movimiento.

## Miembros
| Miembros actuales - Jesse Barnett – voz, piano, guitarras adicionales, letras (2003–presente) - Andrew Rose – bajo (2008–presente) - George Schmitz – batería (2008–presente) - Chris Rawson – guitarra rítmica, coros (2009–presente) - Josh James – guitarra líder, coros (2012–presente) Miembros de giras - Ronnie Friesen – guitarra líder, coros (2010-2011) - Elliott Sellers - batería (2006) | Antiguos miembros - Curtis Pleshe – guitarra líder, coros (2003–2006) - Noah Calvin – bajo, coros (2003–2006) - Justin Rutherford – guitarra rítmica, coros (2003–2007) - Casey Lagos - batería, coros (2003–2008) - Ryan Nelson – guitarra líder, coros (2006-2008) - Alex Barnett – guitarra rítmica, coros (2006-2009) - Darel McFayden – bajo, coros (2007-2008) - Reid Haymond – guitarra líder, coros (2008-2010) - Leon Berger - sintetizador, coros (2003-2004) |

## Discografía
Álbumes de estudio
- For What It's Worth (2005, This City Is Burning Records)
- Comes from the Heart (2008, Century Media Records)
- The Hope Division (2010, Sumerian Records)
- Diamond (2012, Sumerian Records)
- Disobedient (2015, Sumerian Records)
- True View (2017, Pure Noise Records)
- Spectre (2022, Pure Noise Records)
- Keep Planting Flowers (2025, SharpTone Records)

EP
- Compassion without Compromise (2004, Autopublicación)
- The Story So Far vs. Stick to Your Guns (split con The Story So Far) (2013, Pure Noise Records)
- Better Ash Than Dust (2016, Pure Noise Records/End Hits Records)